# Maisie Was a Lady
Pour plus de détails, voir Fiche technique et Distribution.
Maisie was a Lady est un film américain réalisé par Edwin L. Marin et sorti en 1941.

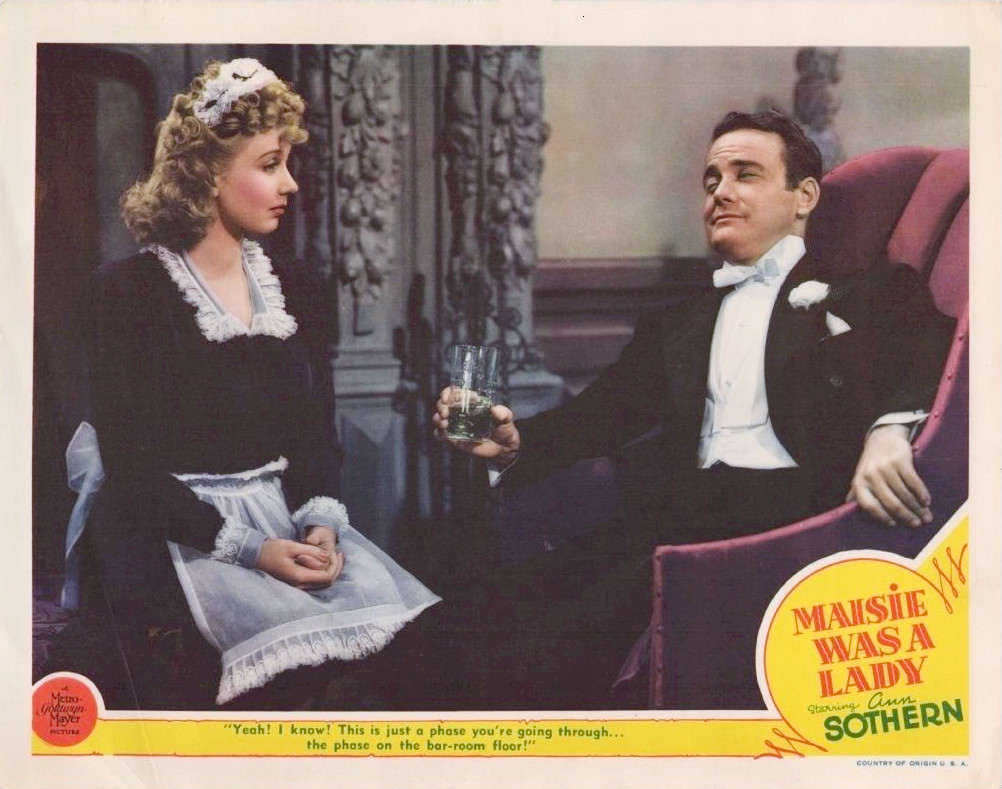
Carte promotionnelle du film.

C'est le quatrième d'une série de dix films où Ann Sothern joue le rôle de Maisie Ravier, une fille au grand cœur.

## Fiche technique
- Réalisation : Edwin L. Marin
- Scénario : Mary C. McCall Jr., Elizabeth Reinhardt, Wilson Collison d'après une histoire d' Elizabeth Reinhardt et Myles Connolly
- Producteur : 	J. Walter Ruben
- Photographie : Charles Lawton Jr.
- Montage : Frederick Y. Smith
- Musique : David Snell
- Production : Metro-Goldwyn-Mayer
- Distribution : 	Loew's Inc.
- Durée : 79 minutes
- Date de sortie : 
  - États-Unis : 10 janvier 1941

## Distribution
- Ann Sothern : Maisie Ravier / Mary Anastasia O'Connor
- Lew Ayres : Robert Rawlston
- Maureen O'Sullivan : Abigail Rawlston
- C. Aubrey Smith : Al Walpole
- Joan Perry : Diana Webley
- Paul Cavanagh : "Cap" Rawlston
- Edward Ashley : Link Phillips
- Hillary Brooke :invité
- Will Wright : le juge

## Critiques
D'après DVD Talk, les acteurs réussissent à donner vie à une histoire relativement mince.